# Headlong
„Headlong“ (на български: „Стремително“) е сингъл на британската рок група Куийн. Текстът е написан от китариста Брайън Мей, но е кредитиран за Куийн като трети сингъл от албума Innuendo от 1991 година.
Първоначално песента е записана от Брайън Мей за тогавашния му предстоящ солов албум „Back to the Light“ (1992), но когато чува как Фреди Меркюри изпълнява песента, той разрешава тя да бъде издадена като песен на Куийн.
„Headlong“ е първият сингъл издаден в Съединените щати по договора с Холивуд Рекърдс на 14 януари 1991 г., въпреки че не е издаден в Обединеното кралство в продължение на четири месеца (първият сингъл там е „Innuendo“, който Холивуд Рекърдс в крайна сметка пуска на пазара в САЩ като промоционален сингъл за радиостанциите). Песента влиза в класацията за сингли на САЩ под номер три. Корицата на сингъла е вдъхновена от илюстрациите Жан Интенс Исидор Джерард, както и тези на всички сингли от албума.

## Състав
- Фреди Меркюри: водещи и беквокали, пиано
- Брайън Мей: китари, беквокали, пиано
- Роджър Тейлър: барабани, перкусия, беквокали,
- Джон Дийкън: бас

## Позиция в сингъл-класациите
| Страна (1991)  | Позиция | Седмици |
| -------------- | ------- | ------- |
| Канада         | 25      | 11      |
| Нидерландия    | 43      | 8       |
| Ирландия       | 25      | 2       |
| Великобритания | 14      | 4       |
| САЩ            | 3       | ?       |